# Иванов, Святослав Нестерович
Святосла́в Не́стерович Ивано́в (3 [16] февраля 1911, Нижний Новгород — 13 октября 2003, Екатеринбург) — советский учёный-геолог, автор реологической модели земной коры, директор Института геологии и геохимии Уральского филиала АН СССР, член-корреспондент АН СССР (1970).

## Биография
Родился 16 февраля 1911 года в Нижнем Новгороде в семье служащего.
Окончил Свердловский горный институт (1932), инженер-геолог. По окончании института был направлен по распределению на Красноуральский медный комбинат. Через год был назначен главным геологом Дегтярского геологоразведочного управления. Проведённые под его руководством поиски и разведка позволили обосновать большие запасы медных и медноколчеданных руд на Среднем Урале, что привело к созданию крупнейшего в мире рудника по их подземной добыче.
Изучение закономерностей размещения месторождений колчеданного типа стало затем основой его научных трудов.
В 1940 году Иванова переводят в Горно-геологический институт УФ АН СССР на должность старшего научного сотрудника. Однако с началом Великой Отечественной войны по решению Академии наук С. Н. Иванов возглавил разведку Сибайского месторождения, где под его руководством были выявлены крупные запасы богатых медных руд, которые безотлагательно начали разрабатываться.
Параллельно геологической работе Иванов в 1943 г. по рекомендации академика А. Е. Ферсмана защитил кандидатскую диссертацию и получил медаль «За доблестный труд в Великой Отечественной войне 1941—1945 годов».
Став одним из ведущих специалистов СССР в колчеданном рудообразовании, Станислав Нестерович в 1948 г. защитил и докторскую диссертацию, получил учёную степень доктора геолого-минералогических наук. Он установил генетическую связь меднорудных месторождений с древними подводными вулканическими постройками. Обосновал временные границы и причины зеленокаменного метаморфизма, протекавшего до подъёма морского ложа и образования на месте вулканической области горных сооружений, связанных с внедрением гранитных батолитов.
После войны Иванов возвращается на научную работу, однако продолжает курировать геологические изыскания. Исключительно его настойчивость в благоприятной прогнозной оценке перспектив восточного склона Южного Урала помогла открыть крупные медноколчеданные месторождения: Учалинское, Ново-Сибайское и другие, сделав Южный Урал одним из ключевых в мире районов добычи медной руды. В 1949 году за открытие и разведку Ново-Сибайского месторождения С. Н. Иванову была присуждена Сталинская премия.
21 июня 1950 года старший инженер-конструктор Уральского филиала АН СССР А. В. Кузнецов и заведующий лабораторией Института геологии С. Н. Иванов направили в Управление по изобретениям и открытиям Гостехники СССР заявку на изобретение «Перфоратор для бурения горизонтальных скважин системы А. В. Кузнецова и С. Н. Иванова». Этот инструмент, в котором для нанесения удара использовалась пружина, представлял собой усовершенствование ранее предложенной модели для разведочного бурения, разработанной А. В. Кузнецовым (авторское свидетельство № 72897 от 30 июля 1945 г.). Управление по изобретениям и открытиям выдало авторам свидетельство на «Перфоратор для ударно-поворотного бурения скважин».
В 1966 году стал директором Института геологии и геохимии УНЦ АН СССР и заместителем председателя Уральского научного центра АН СССР и работал в этой должности до 1975 года. В сотрудничестве с Геологическим институтом АН СССР под его руководством была создана новая Тектоническая карта Урала, были установлены закономерности размещения рудных месторождений и строения земной коры. Иванов установил решающую роль падения давления при образовании рудных жильных месторождений и обосновал причину физико-химического структурного контроля рудообразования.
Выявление гидродинамической зональности глубоких слоёв литосферы и гипотеза о наличии плотной непроницаемой зоны между верхней и средней частью земной коры позволила прогнозировать глубину тектонических разломов и рудообразования.
Святослав Нестерович был организатором первых Уральских совещаний в области геологии и разведки медноколчеданных месторождений (1955), петрографии (1961, 1966).
В 1970-е годы Иванов являлся научным руководителем Ильменского государственного заповедника и избирался депутатом Свердловского городского Совета депутатов трудящихся.
В 1970 году избран членом-корреспондентом АН СССР.
Скончался 13 октября 2003 года. Похоронен на Широкореченском кладбище в Екатеринбурге.

## Семья
Сын — Иванов, Кирилл Святославич (род. 1955), доктор геолого-минералогических наук, председатель Уральской секции Научного совета по тектонике и геодинамике.

## Награды и премии
- Сталинская премия третьей степени (1949) — за открытие и геологическое исследование медно-серного месторождения
- два ордена Трудового Красного Знамени
- орден Дружбы народов
- медали[уточнить]

## Вклад в науку
С. Н. Иванов предложил гидродинамическую (реологическую) зональную модель земной коры с почти непроницаемой для трещинно-поровых вод и флюидов зоной между верхней и средней корой, которая нашла подтверждение при бурении сверхглубоких скважин в СССР и за рубежом, особенно Кольской.
По Иванову, в твердой материковой коре трещины и открытые поры (ТПП — трещинно-поровое пространство) под «гидростатической» зоной свободного стока уходят на глубину 7-15 км, определяемую составом и прочностью пород, а также температурой. Под закупоренным ТПП образуется «барьерная» для флюидов зона, под которой те находятся под высоким литостатическим давлением, из-за которого по закону эффективного давления Терцаги горные породы теряют упрочнение, вызванное большим всесторонним давлением. Таким образом в ослабленной верхней части литостатической зоны могут развиваться пластические и хрупко-пластические деформации, через которые глубинные флюиды продвигаются путём гидроразрыва. Поступая из более глубоких метаморфических зон дегидратации глубинных высоконапорных флюидов, они частично концентрируются под барьерной зоной и могут прорывать её, оставляя на путях разгрузки давления обильную жильную минерализацию, в том числе и рудную. Когда давление падает с быстрым минералообразованием по закону Джоуля-Томсона, прорыв закрывается. На границе ослабленной, частично обводненной верхней части литостатической зоны и «сухой», более прочной барьерной зоны неизбежно возникают тектонические разрывы и образуется «отделитель», отмечаемый сейсмикой особенно чётко в крупных регионах растяжения литосферы, — крайне слабый шов внутри земной коры, по которому в первую очередь разряжаются все тектонические напряжения.
Подтверждение зональной модели Иванова подтверждает распределение рудных гидротермальных месторождений в земной коре, выявление глубинных зон электропроводимости, размещение очагов землетрясений и другими данные, а также непосредственное вскрытие спрогнозированных учёным зон сверхглубокими скважинами: Кольской и КТБ. Так, Кольская скважина последовательно вскрыла сначала гидростатическую, затем барьерную зону, затем следы отделителя, затем литостатическую частично обводненную зону с высоким литостатическим давлением флюида в ТПП.
Понимание, где находится зона отделителя, определяет глубинную гидрогеологию и нефтяную геологию. То, что месторождения углеводородов часто находятся в областях повышенных флюидных давлений, позволяет предположить, что они исходно могут концентрироваться ниже зоны отделителя, то есть сразу за границей 10-11 км (в редких случаях — 15 км). Это подтверждает множество сверхглубоких месторождений Мексиканского залива (7832,5 м — 10692 м), месторождение Кариока Шугар Лоуф на бразильском шельфе Атлантики, с предварительно оцененными извлекаемыми запасами нефти в 5,7 млрд т и общими 11 млрд т., при глубине залегания продуктивных горизонтов свыше 5500 м.
Иванов установил рифтовую природу древних отложений Урала и Сибири и доказал, что Байкальской геосинклинали не существовало. Дал новую металлогеническую оценку западного склона Урала.

## Память
В честь С. Н. Иванова назван минерал святославит, из класса силикатов, найденному в горелом терриконе г. Копейска в Челябинском угольном бассейне и описанному в 1980-х годах.
В 2016 году Союз учёных Урала и Фонд развития наук о Земле учредили Почётную медаль имени члена-корреспондента С. Н. Иванова «За выдающиеся результаты в области наук о Земле и достоинство» в областях геологической науки, в которые С. Н. Иванов внёс значительный вклад: Геология и геологическое картирование; Изучение месторождений и открытие новых; Геотектоника и геодинамика; Геофизика и глубинное строение земной коры;
Охрана природы и гидрогеология. Также медаль присуждается за стойкость и верность науке. Медаль присуждается за яркую, новаторскую научную идею, создание внедрённых на практике новых геологических приборов, методов и технологий.